# Manuel Sanchís (1938)
Manuel Sanchís Martínez, též Manuel Sanchís starší (26. března 1938, Alberic – 28. října 2017, Madrid) byl španělský fotbalista.
Jeho nejvýznamnějším angažmá byl Real Madrid. Hrál na MS 1966.

## Hráčská kariéra
Sanchís hrál na pozici obránce za Condal, Valladolid, Real Madrid, Córdobu. S Realem Madrid vyhrál PMEZ 1965/66. V reprezentaci nastoupil v 11 utkáních a dal 1 gól. Hrál na MS 1966.

## Trenérská kariéra
Sanchís trénoval méně známé týmy nižších soutěží a reprezentaci Rovníkové Guinee.

## Úspěchy
Real Madrid
- Španělská liga: 1964–65, 1966–67, 1967–68, 1968–69
- Španělský pohár: 1969–70
- Pohár mistrů evropských zemí: 1965–66

## Osobní život
Manuel Sanchís Martínez byl otcem Manuela Sanchíse Hontiyuela, který byl rovněž obráncem v Realu Madrid a španělské reprezentaci.